# Cirratulus spectabilis
Cirratulus spectabilis är en ringmaskart som först beskrevs av Johan Gustaf Hjalmar Kinberg 1866.  Cirratulus spectabilis ingår i släktet Cirratulus och familjen Cirratulidae. Inga underarter finns listade i Catalogue of Life.